# Gymnopus dryophilus
Gymnopus dryophilus (Bull.) Murrill, N. Amer. Fl. (New York) 9: 362 (1916), è un piccolo fungo, abbastanza comune, appartenente alla famiglia Omphalotaceae. Recenti studi hanno evidenziato la presenza in esso di sostanze anti infiammatorie (β-glucani).

## Descrizione della specie
Cappello 
3-7 cm di diametro, prima convesso, poi appianato, a volte umbonato
cuticolaliscia, glabra, igrofana, color zafferano, fulvo-rossastro, impallidente con il tempo secco.
marginesottile, ondulato.
 Lamelle 
Fitte, strette, da adnate a libere, prima bianche, poi giallo paglierino.
Gambo
3-8 x 0,2-0,5 cm, cilindrico, a volte ingrossato alla base, esile, tenace, liscio, cartilagineo, fistoloso, giallo-aranciato o giallo-rosso con le stesse tonalità del cappello.
 Carne 
Color crema, acquosa, sottile nel cappello, tenace nel gambo
- Odore: lieve, gradevole, fungino.
- Sapore: non significativo o lievemente acidulo.

## Microscopia
Sporeda bianche a bianco-gialline in massa, ellissoidali o a forma di lacrima, 5,0-6,5 x 2,5-3,8 µm, lisce, ialine, guttulate, non amiloidi
basidi14-18 x 5,6-7 µm, clavati o sub-clavati, tetrasporici
cheilocistidi15,4-49 µm, clavati, abbondanti, coralloidi o diverticolati.
giunti a fibbiapresenti in tutto il contesto.

## Reazioni chimiche
- Guaiaco + cappello: vira lentamente al verde.

## Habitat
È una specie abbastanza comune, fruttifica più in primavera che in autunno, infatti i primi carpofori cominciano a spuntare già con le prime piogge in aprile-maggio.
Cresce gregario o cespitoso, principalmente nelle lettiere di boschi di latifoglia, ma anche di aghifoglia.

## Commestibilità
Discreto commestibile, comunque di poco valore alimentare, se ne utilizza solo il cappello, poiché il gambo è alquanto coriaceo.

## Etimologia
Dal greco "drys  " = quercia e “filos” = amico, per l'habitat preferito dalla specie.

## Sinonimi e binomi obsoleti
- Agaricus dryophilus Bull., Herbier de la France 10: tab. 434 (1790)
- Collybia aquosa var. dryophila (Bull.) Krieglst., in Krieglsteiner, Ahnert, Endt, Enderle & Ostrow, Beitr. Kenntn. Pilze Mitteleur. 13: 36 (2000)
- Collybia dryophila (Bull.) P. Kumm., Führ. Pilzk. (Zwickau): 115 (1871)
- Collybia dryophila var. alvearis Cooke, Trans. Br. mycol. Soc. 3: 110 (1908)
- Collybia dryophila var. aurata Quél., Enchir. fung. (Paris): 31 (1886)
- Marasmius dryophilus (Bull.) P. Karst., Kritisk Öfversigt af Finlands Basidsvampar, Tillägg: 103 (1889)
- Marasmius dryophilus var. alvearis (Cooke) Rea, (1922)
- Marasmius dryophilus var. auratus (Quél.) Rea, Brit. basidiomyc. (Cambridge): 524 (1922)
- Omphalia dryophilus (Bull.) Gray, A Natural Arrangement of British Plants (London): 612 (1821)

## Specie simili
Questo fungo può essere confuso facilmente con altre specie consimili, come:
- Gymnopus acervatus (Fr.) Murrill, che cresce solitamente cespitoso presso aghifoglie ed ha cappello e gambo di color rosso-bruno;
- Gymnopus erythropus (Pers.) Antonín, Halling & Noordel., ubiquitaria, che si contraddistingue per la presenza di rizomorfe bianche alla base del gambo e di lunghi peli cilindracei sul filo delle lamelle.
- Gymnopus aquosus (Bull.) Antonín & Noordel., che si distingue per i colori più chiari, per la base del gambo nettamente bulbosa, con rizomorfe di colore rosa, e per i cheilocistidi non coralloidi.
- Marasmius oreades (Bolton) Fr. , che si distingue per le lamelle meno fitte, il gambo più coriaceo, e l'habitat praticolo e non boschivo.